# Отец Сергий (фильм, 1978)
«Оте́ц Се́ргий» — советский художественный фильм, драма режиссёра Игоря Таланкина. Экранизация одноимённой повести Льва Толстого. В фильме звучит вальс Л. Н. Толстого.

Посвящение во вступительной заставке:

Стопятидесятилетию со дня рождения Льва Николаевича Толстого посвящается этот фильм.

## Сюжет
Главный герой фильма, князь Степан Касатский, офицер, пылкий, гордый юноша — большой поклонник царя. Касатский собирается жениться, но в последний момент узнаёт от невесты, что она была любовницей императора. Князь глубоко разочарован в светской жизни, он принимает монашеский обет и покидает столицу. Вера в Бога должна была спасти душу, но страсти и мирские соблазны не покидают Касатского.
Отец Сергий (это имя принял Касатский) ведёт отшельнический образ жизни, строго придерживаясь устава и усмиряя плоть. Решив, что и этого недостаточно, он удаляется из монастыря, становится затворником и живёт в пещере. Слухи о бывшем красавце-офицере, принявшем постриг, доходят до компании, отдыхавшей неподалёку от пещеры монаха. Красивая развратная женщина пытается соблазнить его, и отец Сергий вынужден отрубить себе палец, чтобы не поддаться её чарам. Проходит ещё время, и ему всё-таки не удаётся избежать греха. Слабоумная дочь местного купца, которую привели к отшельнику для лечения молитвой, соблазняет монаха.
Отец Сергий уходит из кельи, берёт котомку и отправляется бродяжничать и просить милостыню.

## В ролях
- Сергей Бондарчук — Степан Касатский / отец Сергий
- Валентина Титова — Мэри Короткова
- Владислав Стржельчик — Николай I
- Николай Гриценко — генерал Коротков, супруг Мэри
- Борис Иванов — игумен
- Иван Лапиков — старик на пароме
- Иван Соловьёв — преосвященный Никодим
- Людмила Максакова — Дарья Маковкина
- Георгий Бурков — купец
- Ольга Анохина — Марья, дочь купца
- Алла Демидова — Пашенька

## Использованная музыка[2]
| Эпизод                             | Название произведения и автор                           |
| ---------------------------------- | ------------------------------------------------------- |
| Вступительные титры                | Вальс Л. Толстого                                       |
| Мэри Короткова играет на рояле     | Вступление к каватине Нормы из оперы В. Беллини «Норма» |
| Отец Сергий на службе (1)          | «Блажен муж» Н. Любимова                                |
| Отец Сергий на службе (2)          | «Трисвятое» обиходного распева                          |
| Воспоминания отца Сергия о детстве | Вальс Л. Толстого                                       |
| Отец Сергий и Пашенька             | Вальс Л. Толстого                                       |
| Отец Сергий на переправе           | Вальс Л. Толстого                                       |

## Награды и премии
1979 — XII Всесоюзный кинофестиваль в Ашхабаде:
- приз за лучшую мужскую роль — Сергей Бондарчук;
- приз за лучшее изобразительное решение — операторы: Анатолий Николаев, Георгий Рерберг, художники: Виктор Петров, Юрий Фоменко.